# Belle (Schach)
Belle (deutsch „Schöne“) war ein Schachcomputer, der in den späten 1970er-Jahren von Ken Thompson (* 1943) und Joe Condon (1935–2012) in den Bell Laboratories in New Jersey entwickelt wurde. Diese allein für das Schachspiel entwickelte Spezialmaschine dominierte die Computerschachszene in den frühen 1980er-Jahren und kann als ein Vorläufer der heutigen Künstlichen Intelligenz aufgefasst werden.

## Geschichte
Bereits 1972 als reines Schachprogramm (Software) von Ken Thompson begonnen, wurde ab 1979 mithilfe seines Kollegen Joe Condon eine dedizierte Hardware dazuentwickelt. Hierdurch konnte sie mehrere 100.000 Stellungen in der Sekunde erzeugen und bewerten und erreichte so eine Suchtiefe von bis zu neun Halbzügen. Innovativ war darüber hinaus die Verwendung von Hashtabellen, wodurch die Spielstärke, insbesondere im Endspiel, wesentlich gesteigert werden konnte.
Belle gewann in der Zeit von 1978 bis 1986 fünf Mal die Nordamerikanische Computerschachmeisterschaft (NACCC) sowie 1980 die Computerschachweltmeisterschaft (WCCC). Im Jahr 1983 nahm sie an den offenen amerikanischen Meisterschaften teil und erreichte mit 8,5 aus 12 Punkten ein Turnier-Rating von 2363. Für diese Leistung wurde Belle von der United States Chess Federation, dem nationalen Schachverband der USA, der Titel eines Nationalen Meisters verliehen. Dies war die erste Auszeichnung dieser Art für einen Schachrechner.